# František de Guise
František de Guise nebo František II. Lotrinský, princ de Joinville, vévoda de Guise a Aumale (17. únor 1519, Bar-le-Duc – 24. únor 1563, Orléans), byl francouzský voják a politik. Patřil k čelným představitelům katolické strany během hugenotských válek.

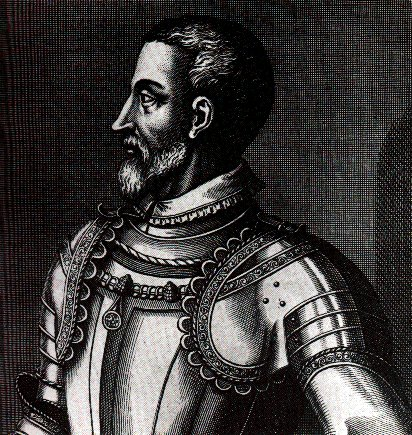
František de Guise

## Raná léta
Narodil se v Bar-le-Duc (Lotrinsko), jako syn Clauda Lotrinského, vévody de Guise, a jeho manželky Antoinette Bourbonské. Jeho sestra, Marie de Guise, byla manželkou Jakuba V. Skotského a matkou Marie Stuartovny. Mladší bratr Karel byl lotrinským kardinálem. Jeho bratrancem byl také francouzský král Jindřich II., se kterým vyrůstal. Rodem patřil k přední evropské aristokracii. Ve Francii mu byl často zdůrazňován jeho cizí původ (tzv. zahraniční kníže), jelikož Lotrinsko v té době k Francii nepatřilo a tvořilo samostatné Lotrinské vévodství.
V roce 1545, byl vážně zraněn při druhém obléhání Boulogne, ale zotavil se. Byl zasažen kopím přes hledí své helmy. Ocelový hrot mu propíchl obě tváře, a kopí se prudkostí úderu zlomilo. Seděl dál však pevně v sedle, a odjel zpět do svého stanu. Jeho lékař měl strach, že zemře bolestí při odstraňování kopí, nicméně dle tehdejších záznamů snášel bolest "lehce, jako by mu škubali vlasy z hlavy". Františkovi po této ráně zbyla jizva, která se stala jeho poznávacím znakem, a získal tak i přídomek Le Balafré (Zjizvený).
V roce 1548 se oženil s Annou d'Este, dcerou Hercula II. d'Este, vévody z Ferrary, a francouzské princezny, Renaty, dcery Ludvíka XII.

## Vojenská kariéra

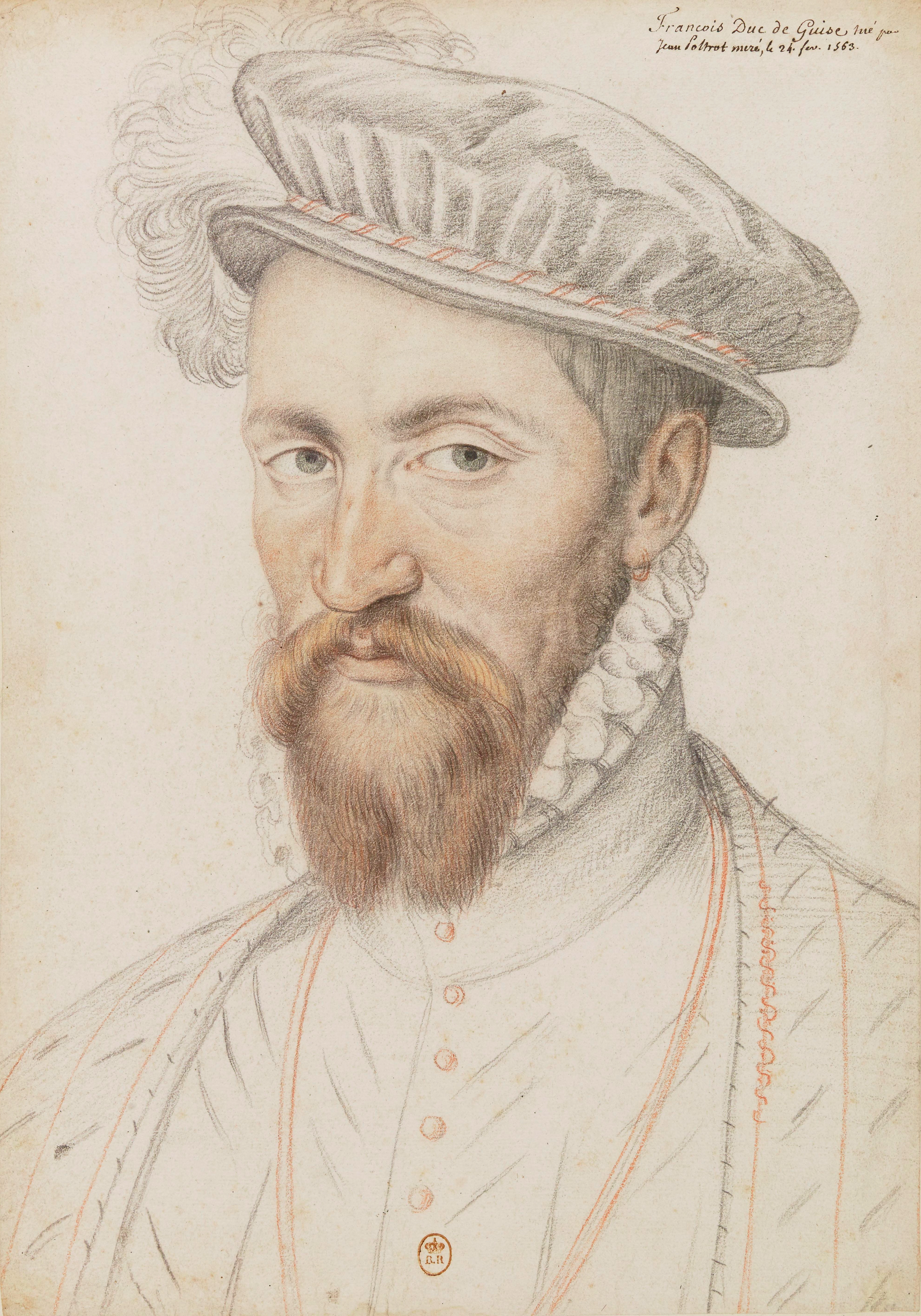
František, vévoda de Guise

V roce 1552 úspěšně ubránil město Mety proti silám císaře Karla V. a znovu císařská vojska porazil v roce 1554 v bitvě u Renty, ale příměří z Vaucelles dočasně omezilo jeho vojenskou činnost.
V roce 1557 vedl armádu do Itálie na podporu papeže Pavla IV., ale musel se vrátit do Francie. Po porážce konetábla Anne de Montmorency v bitvě u Saint Quentinu, byl jmenován generálporučíkem Francie, tj. šlo o druhý nejvýznamnější vojenský post v zemi. Dne 7. ledna 1558 dobyl Calais z rukou Angličanů, pak Thionville, v létě Arlon a připravoval se k postupu do Lucemburska, když byl podepsán mír v Cateau-Cambresis. Po celou dobu panování Jindřicha II. byl přední vojenskou osobou Francie, zdvořilým, vlídným, upřímným a všeobecně populárním, "velkým vévodou de Guise", jak ho nazýval jeho současník Brantôme.
Nástup Františkovy neteře Marie Stuartovny, a jejího manžela Františka II. na francouzský trůn, byl nicméně triumf pro rodinu de Guise. Konetábl Francie Anne de Montmorency byl nucen opustit královský dvůr. Vévoda de Guise a jeho bratr, lotrinský kardinál Karel se tak stali nejdůležitějšími osobami v královské radě. Stávalo se, že podepsal veřejné listiny za krále, jen svým křestním jménem.

## Náboženské války
V reakci na moc katolických Guisů u dvora připravil Jean du Barry, pán de La Renaudie, protestantský kavalír z Périgordu, snad na vzdálený popud prince Ludvíka I. de Condé, amatérské spiknutí, známé jako spiknutí v Amboise, s cílem zmocnit se vévody de Guise a jeho bratra Karla, lotrinského kardinála. Spiknutí bylo odhaleno a násilně potlačeno. Zahájilo však sérii vražd a atentátů ve stále více vypjatém ovzduší. Bezprostředně poté byl prince de Condé nucen prchnout od dvora a moc Guisů tak nabyla vrcholu. Řeč, kterou Gaspard de Coligny, vůdce hugenotů, pronesl proti Guisům na Shromáždění notáblů ve Fontainebleau, nijak neovlivnila krále Františka II., naopak vedla k uvěznění Ludvíka de Condé na Karlův příkaz.
5. prosince 1560 zemřel František II. – pro Guisy tak začal rok, kdy jak ve Skotku, tak ve Francii začala jejich moc upadat. Po nástupu Karla IX. na trůn žil vévoda de Guise v ústraní na svých statcích. Regentka, Kateřina Medicejská, byla nejprve nakloněna protestantům. Vévoda de Guise se spojil s konetáblem de Montmorency a s maršálem de Saint-André a vytvořili tak tzv. triumvirát v čele Katolické ligy, určené k obraně katolické věci ve Francii. Tím se postavili proti politice Kateřiny Medicejské, která se snažila zamezit eskalaci nebezpečné situace dohodou s protestanty.
Plánem triumviátu bylo vyjednávat s habsburským Španělskem a Svatým stolcem a přesvědčit německá protestantská knížata, aby upustila od myšlenky pomoci francouzským protestantům. V červenci 1561 napsal vévoda de Guise v tomto smyslu Kryštofovi I., vévodovi Würtemberskému. Následující disputace v Poissy mezi teology obou vyznání byl marný, a smírčí politika Kateřiny Medicejské tak byla poražena. Mezi 15. a 18. únorem 1562 navštívil vévoda de Guise Würtemberského vévodu v Savernu a přesvědčil ho, že disputace v Poissy selhala kvůli protestantům.
Při svém návratu do Paříže prošel vévoda de Guise obcí Wassy-sur-Blaise, kde se ve stejný okamžik stal i známý masakr protestantů. Přesná míra odpovědnosti a účasti vévody de Guise na masakru ve Wassy není známa, ale došlo tak k roznícení období občanské války, které nazýváme hugenotské války. Následovala obléhání Bourges v září, obléhání Rouenu, který vévoda de Guise dobyl po měsíčním obléhání a dostal je pod kontrolu katolíků. Bitva u Dreux byla významná zejména proto, že při ní padl do rukou protestantů Anne de Montmorency, ale také byl zabit maršál Saint-André. Tím byl rozbit Triumvirát, nicméně to nestačilo protestantům na vítězství a vévoda de Guise dokázal bitvu vyhrát ve prospěch katolíků. Hugenoti navíc pocítili silnou ztrátu, když byl během bitvy zajat princ de Condé, vůdce hugenotů.

## Atentát
V další bitvě se vévoda de Guise snažil porazit hugenoty při obléhání Orléansu, když byl náhle 18. února 1563 zraněn hugenotským atentátníkem, Jeanem de Poltrot de Mére, a o šest dní později zemřel na následky zranění, když v zámku Corney vykrvácel i přes lékařskou péči.

## Rodina
Guise se 29. dubna 1548 v Saint-Germain-en-Laye oženil s Annou d'Este. Měli spolu několik dětí:
- Jindřich I. vévoda de Guise[1] (*1550 – † 1588) – dědic titulu vévody de Guise
- Catherine[1] – (*18.6.1557 v Joinville – † 6.5.1506 v Paříži) – 4.2.1570 provdána za Louise, vévodu de Montpensier
- Karel II. Lotrinský[1] (*1554 – † 1611) – vévoda de Mayenne
- Louis II., kardinál de Guise[1] (*1555 – † 1588) – arcibiskup v Remeši
- Antoine (*25.4.1557 – † 16.2.1560)
- François (*31.12.1559 v Blois – † 24.10.1573 v Remeši)
- Maxmilien (*25.10.1562 – † 1567)

## Vývod z předků
|                    |                           |  |                  |                                 |  |  |  |  |  |  |  | Antonín z Vaudémontu |
|                    |                           |  |                  |                                 |  |  |  |  |  |  |  |                      |
|                    | Fridrich II. z Vaudémontu |  |                  |                                 |  |  |  |  |  |  |  |                      |
|                    |                           |  |                  |                                 |  |  |  |  |  |  |  |                      |
|                    |                           |  |                  | Marie z Harcourtu               |  |  |  |  |  |  |  |                      |
|                    |                           |  |                  |                                 |  |  |  |  |  |  |  |                      |
|                    | René II. Lotrinský        |  |                  |                                 |  |  |  |  |  |  |  |                      |
|                    |                           |  |                  |                                 |  |  |  |  |  |  |  |                      |
|                    |                           |  |                  | René I. z Anjou                 |  |  |  |  |  |  |  |                      |
|                    |                           |  |                  |                                 |  |  |  |  |  |  |  |                      |
|                    | Jolanda Lotrinská         |  |                  |                                 |  |  |  |  |  |  |  |                      |
|                    |                           |  |                  |                                 |  |  |  |  |  |  |  |                      |
|                    |                           |  |                  | Izabela Lotrinská               |  |  |  |  |  |  |  |                      |
|                    |                           |  |                  |                                 |  |  |  |  |  |  |  |                      |
|                    | Klaudius de Guise         |  |                  |                                 |  |  |  |  |  |  |  |                      |
|                    |                           |  |                  |                                 |  |  |  |  |  |  |  |                      |
|                    |                           |  |                  | Arnold z Guelders               |  |  |  |  |  |  |  |                      |
|                    |                           |  |                  |                                 |  |  |  |  |  |  |  |                      |
|                    | Adolf z Guelders          |  |                  |                                 |  |  |  |  |  |  |  |                      |
|                    |                           |  |                  |                                 |  |  |  |  |  |  |  |                      |
|                    |                           |  |                  | Kateřina Klevská                |  |  |  |  |  |  |  |                      |
|                    |                           |  |                  |                                 |  |  |  |  |  |  |  |                      |
|                    | Filipa z Guelders         |  |                  |                                 |  |  |  |  |  |  |  |                      |
|                    |                           |  |                  |                                 |  |  |  |  |  |  |  |                      |
|                    |                           |  |                  | Karel I. Bourbonský             |  |  |  |  |  |  |  |                      |
|                    |                           |  |                  |                                 |  |  |  |  |  |  |  |                      |
|                    | Kateřina Bourbonská       |  |                  |                                 |  |  |  |  |  |  |  |                      |
|                    |                           |  |                  |                                 |  |  |  |  |  |  |  |                      |
|                    |                           |  |                  | Anežka Burgundská               |  |  |  |  |  |  |  |                      |
|                    |                           |  |                  |                                 |  |  |  |  |  |  |  |                      |
| František de Guise |                           |  |                  |                                 |  |  |  |  |  |  |  |                      |
|                    |                           |  |                  |                                 |  |  |  |  |  |  |  |                      |
|                    |                           |  | Ludvík z Vendôme |                                 |  |  |  |  |  |  |  |                      |
|                    |                           |  |                  |                                 |  |  |  |  |  |  |  |                      |
|                    | Jan VIII. z Vendôme       |  |                  |                                 |  |  |  |  |  |  |  |                      |
|                    |                           |  |                  |                                 |  |  |  |  |  |  |  |                      |
|                    |                           |  |                  | Jana z Lavalu                   |  |  |  |  |  |  |  |                      |
|                    |                           |  |                  |                                 |  |  |  |  |  |  |  |                      |
|                    | František z Vendôme       |  |                  |                                 |  |  |  |  |  |  |  |                      |
|                    |                           |  |                  |                                 |  |  |  |  |  |  |  |                      |
|                    |                           |  |                  | Ludvík z Beauvau                |  |  |  |  |  |  |  |                      |
|                    |                           |  |                  |                                 |  |  |  |  |  |  |  |                      |
|                    | Isabela de Beauvau        |  |                  |                                 |  |  |  |  |  |  |  |                      |
|                    |                           |  |                  |                                 |  |  |  |  |  |  |  |                      |
|                    |                           |  |                  | Markéta ze Chambley             |  |  |  |  |  |  |  |                      |
|                    |                           |  |                  |                                 |  |  |  |  |  |  |  |                      |
|                    | Antoinette Bourbonská     |  |                  |                                 |  |  |  |  |  |  |  |                      |
|                    |                           |  |                  |                                 |  |  |  |  |  |  |  |                      |
|                    |                           |  |                  | Ludvík Lucemburský ze Saint-Pol |  |  |  |  |  |  |  |                      |
|                    |                           |  |                  |                                 |  |  |  |  |  |  |  |                      |
|                    | Petr II. Lucemburský      |  |                  |                                 |  |  |  |  |  |  |  |                      |
|                    |                           |  |                  |                                 |  |  |  |  |  |  |  |                      |
|                    |                           |  |                  | Johana z Marle                  |  |  |  |  |  |  |  |                      |
|                    |                           |  |                  |                                 |  |  |  |  |  |  |  |                      |
|                    | Marie Lucemburská         |  |                  |                                 |  |  |  |  |  |  |  |                      |
|                    |                           |  |                  |                                 |  |  |  |  |  |  |  |                      |
|                    |                           |  |                  | Ludvík Savojský                 |  |  |  |  |  |  |  |                      |
|                    |                           |  |                  |                                 |  |  |  |  |  |  |  |                      |
|                    | Markéta Savojská          |  |                  |                                 |  |  |  |  |  |  |  |                      |
|                    |                           |  |                  |                                 |  |  |  |  |  |  |  |                      |
|                    |                           |  |                  | Anna Kyperská                   |  |  |  |  |  |  |  |                      |
|                    |                           |  |                  |                                 |  |  |  |  |  |  |  |                      |